# Моджев (Ґостинінський повіт)
Моджев (пол. Modrzew) — село в Польщі, у гміні Щавін-Косьцельни Ґостинінського повіту Мазовецького воєводства.
Населення — 42 особи (2011).
У 1975-1998 роках село належало до Плоцького воєводства.

## Демографія
Демографічна структура станом на 31 березня 2011 року:
|          | Загалом | Допрацездатний вік | Працездатний вік | Постпрацездатний вік |
| -------- | ------- | ------------------ | ---------------- | -------------------- |
| Чоловіки | 25      | 5                  | 19               | 1                    |
| Жінки    | 17      | 5                  | 9                | 3                    |
| Разом    | 42      | 10                 | 28               | 4                    |